# Metarhodophytina
Sous-division
Les Metarhodophytina sont une sous-division des Rhodophyta, selon certaines classifications. 

## Liste des classes
Selon AlgaeBase (7 août 2013) et World Register of Marine Species (7 août 2013) :
- classe des Compsopogonophyceae G.W.Saunders & Hommers.